# فيليكس بيرنستاين
فيليكس بيرنستاين (بالإنجليزية: Felix Bernstein)‏ هو ناقد أدبي ويوتيوبي وصحفي أمريكي، ولد في 20 مايو 1992.